# Jan Gobbar
Jan Gobbar (14. září 1613, Saint-Maur, dn. Tournai – 11. března 1665, Olomouc) byl olomoucký kanovník a kapitulní arcijáhen, od roku 1652 světící biskup olomoucké diecéze.
Dne 31. října 1660 vysvětil farní kostel v Moravském Krumlově.